# Acqua virtuale
L'acqua virtuale è una concezione riferita alla quantità di acqua dolce utilizzata nella produzione e nella commercializzazione di alimenti e beni di consumo. La definizione più generale tiene conto anche dell'acqua necessaria per l'erogazione di servizi: secondo tale definizione, l'acqua virtuale è definibile come "il volume d'acqua necessario per produrre una merce o un servizio".

## Storia del concetto
Il primo ad introdurre il concetto di acqua virtuale è stato nel 1993 il professore John Anthony Allan del King's College London e della School of Oriental and African Studies, che per questo ha ricevuto, nel 2008, lo Stockholm Water Prize da parte dello Stockholm International Water Institute. Nei suoi studi Allan stimò, ad esempio, che per produrre una tazza di caffè sono necessari 140 litri di acqua, utilizzati per la coltivazione e il trasporto del caffè. 
Egli fu quindi il primo ad intuire che l'importazione e l'esportazione di beni comportasse di fatto un consumo di acqua e che questo sia così elevato da potere essere paragonato in termini numerici al quantitativo di acqua necessaria durante la coltivazione.

### Impronta idrica
In seguito il direttore del Water Footprint Network, e Ashok Chapagain dell'Università di Twente hanno introdotto il concetto, strettamente correlato, di impronta idrica (water footprint), con cui calcolare il consumo d'acqua di un prodotto con un modello analogo a quello dell'impronta ecologica, utilizzato per indicare il "consumo" di risorse terriere.
L'impronta idrica si scompone in tre contributi: 
- impronta idrica blu, che misura l'utilizzo umano di acque superficiali o di acque sotterranee[2];
- impronta idrica verde, legata al consumo di risorse da precipitazioni, che permangono temporaneamente sul suolo o sulla vegetazione, senza alimentare il ruscellamento o la falda idrica[2];
- impronta idrica grigia, che misura la quantità di acqua necessaria per l'assimilazione del carico inquinante immesso dall'attività umana[2].